# Kálmán Béla (csillagász)
Kálmán Béla (1944–) magyar csillagász, napfizikus.

## Életpályája
1944-ben született, 1953-tól Debrecenben élt. Iskoláit is itt végezte, majd 1963 szeptemberében a moszkvai Állami Lomonoszov Egyetemen kezdte meg tanulmányait csillagász szakon. Diplomamunkáját a Krími Asztrofizikai Obszervatóriumban készítette napfoltok mágneses teréről, diplomáját 1969 februárjában kapta meg. Az MTA debreceni Napfizikai obszervatóriumában kezdett dolgozni, és onnan is ment nyugdíjba 2007-ben, közben 1982-1997 közt a vezetője is volt, mint az MTA Csillagászati Kutatóintézete osztályvezetője. Kandidátusi fokozatát 1980-ban védte meg Pulkovóban, Csillagászati tudomány doktori fokozatát 2009-ben Budapesten, ahol 2007 óta él feleségével, Fried Ilonával, az ELTE olasz tanszékének professzorával.

## Tudományos tevékenysége
Kutatási területe a napfoltok mágneses terének térbeli szerkezete és a bonyolult napfoltcsoportok fejlődése, valamint a napkitörések (flerek) fejlődése és kapcsolata a napfoltcsoportokkal. Először alkalmazta a Napon mért vektor-mágneses terek transzformációját a látósugár irányú koordinátarendszerből a fizikailag természetesebb napfelszínre merőleges, ill. azzal párhuzamos összetevőkre. Megállapította, hogy a napfoltok penumbrájának külső határa a mágneses tér abszolút értékének 500 gauss izovonala mentén húzódik. Bemutatta, hogy a legaktívabb napfoltcsoportok akkor keletkeznek, amikor meglévő folt vagy csoport mögött új aktivitás bukkan fel, és kölcsönhatásba lép a régivel. Eközben az azonos polaritású foltok csak hidrodinamikailag hatnak egymásra, míg a különböző polaritású foltok összeütközése magnetohidrodinamikai kölcsönhatást, flereket eredményez. Az eredményeket nemzetközi tudományos folyóiratokban megjelent tanulmányokban publikálta, melyekre számos hivatkozás történt.

## Művei
Tudományos cikkek mellett sok ismeretterjesztő cikket is írt különféle kiadványokba, például az AERO magazinba az űrkutatásról. Könyve is jelent meg „Éltető csillagunk a Nap” címmel (Kossuth könyvkiadó, Budapest 2012).